# Elias Nelson Conway
Pour les articles homonymes, voir Conway.
Elias Nelson Conway, né le 17 mai 1812 dans le comté de Greene (Tennessee) et mort le 28 février 1892 à Little Rock (Arkansas), est un homme politique démocrate américain. Il est gouverneur de l'Arkansas entre 1852 et 1860.

## Sources
- (en) Cet article est partiellement ou en totalité issu de l’article de Wikipédia en anglais intitulé « Elias Nelson Conway » (voir la liste des auteurs).